# Qingdao Jonoon F.C.
El Qingdao Jonoon Football Club (en chino tradicional, 青岛 中 能; en chino simplificado, 青岛 中 能; pinyin, Qīngdǎo Zhongneng, conocido como Hai, Niu o los Bulls mar) es un club de fútbol profesional de China, con sede en Qingdao, que juega en la Segunda Liga China. Fundada como Shandong Económico y Comercio de la Comisión de Fútbol en 1990, el club cambió su nombre a Qingdao Hainiu y se convirtió en el primer club profesional en Qingdao el 31 de diciembre de 1993. El 16 de noviembre de 2002, después de vencer a su último rival de Liaoning Bird 2-0, el club ganó su primer trofeo importante: la Copa FA china el año 2002. Después de la temporada 2004, el club fue comprado por el Grupo de Qingdao Jonoon, y cambió a su nombre actual. Qingdao Jonoon es uno de los equipos de fútbol más destacados y uno de los 12 miembros fundadores de la Superliga China.

## Palmarés
Primer trofeo Qingdao Jonoon fue el  Jia-B  que ganó como Shandong Comisión Económica y Comercial en 1992.  En 2002, el club ganó su primer trofeo importante - la China FA Cup y se convirtió en la Copa China de Super Subcampeón de la temporada.

### Torneos nacionales (1)
- China FA Cup (1): 2002
- Jia-B League (1): 1994